# Tófej
Tófej is een plaats (község) en gemeente in het Hongaarse comitaat Zala. Tófej telt 710 inwoners (2001).